# Dècada del 100

## Esdeveniments
- El lleó s'extingeix d'Europa[cal citació]
- 104 - Corneli Palma, lloctinent de Trajà, conquereix Petra d'Aràbia

- Inicis de la cultura mochica als Andes.

## Personatges destacats
- Marc Ulpi Trajà, emperador romà (98-117)
- Evarist I, papa (97-105)
- Papa Alexandre I, papa (105-115)